# Vanhanväylän puisto
Le parc de l'ancienne voie (en finnois : Vanhanväylän puisto), est un parc situé dans le quartier de Tammisalo à Helsinki en Finlande.

## Description
Le parc est situé sur la rive de la baie Porolahti (fi), entre le canal de Tammisalo (fi) et le parc de Porolahti. 
Le parc sert principalement de lieu d'exercice pour les enfants des écoles maternelle et  primaire.
Le parc organise chaque année la fête de la moisson (elojuhla). 
En 2004, la société de Tammisalo, Tammisalo VPK, Lions Club Helsinki-Tammisalo, Tammitytöt, Tammisalo Metsänkävijät, Tammisalo Scout Support, la branche locale de l'Association de protection des enfants de Mannerheim, le comité des parents de la garderie de Tammisalo et la paroisse de Roihuvuori y ont participé.